# Tomasz Hutkowski
Tomasz Hutkowski (ur. 2 września 1986 w Warszawie) – polski bokser zawodowy, zdobywca tytułu młodzieżowego mistrza świata federacji WBC.

## Kariera amatorska
Karierę bokserską rozpoczął w 2003 roku, w klubie Gwardia Warszawa. Jego pierwszymi trenerami byli Stanisław Łakomiec i Paweł Skrzecz. Zdobył tytuł wicemistrza Polski juniorów w kategorii ciężkiej. Ponadto wywalczył srebrny medal w Memoriale Feliksa Stamma. Jako amator stoczył 63 walki, z których wygrał 55.

## Kariera zawodowa
Tomasz Hutkowski zadebiutował w boksie zawodowym 20 maja 2006 na gali boksu zawodowego w Kętrzynie pokonując przez nokaut techniczny Słowaka Petera Oravca w 2. rundzie.
27 października 2007 w swoim dziesiątym zawodowym pojedynku, zremisował w 6-rundowym pojedynku z Kongijczykiem Blanchardem Kalambayem. Była to pierwsza walka, w której Hutkowski nie odniósł zwycięstwa.
19 kwietnia 2008 w rewanżowym pojedynku z Kalambayem polski pięściarz pokonał rywala w 5. rundzie przez techniczny nokaut. Stawką walki był tymczasowym pas młodzieżowego Mistrza Świata federacji WBC.
18 października 2008 obronił po raz pierwszy tytuł młodzieżowego Mistrza Świata federacji WBC, zwyciężając po 10-rudnowym pojedynku jednogłośnie na punkty Gruzina Sandro Siproshviliego.
13 grudnia 2008 Hutkowski przystąpił do drugiej obrony pasa WBC. W 3. rundzie przez techniczny nokaut pokonał Węgra Zoltana Beresa.
9 maja 2009 po raz trzeci obronił pas młodzieżowego Mistrza Świata federacji WBC. Po 10-rundowym pojedynku pokonał jednogłośnie na punkty Niemca Bena Nsafoah.
27 października 2009 wygrał z Belgiem Ismailem Abdoulem jednogłośnie na punkty, po 10 rundach. Była to czwarta obrona tytułu młodzieżowego Mistrza Świata federacji WBC Hutkowskiego.
25 września 2010 Tomasz Hutkowski zmierzył się z Francuzem Zakarim Azzouzi. Stawką pojedynku był broniony przez Polaka tytułu młodzieżowego Mistrza Świata federacji WBC oraz wakujący pas WBC Baltic. Po 10 rundach sędziowie orzekli remis, 96-93 dla Hutkowskiego oraz dwa razy 95-95.
2 czerwca 2012 Tomasz Hutkowski po 14-miesięcznej przerwie spowodowanej kontuzją, stoczył swoją debiutancką walkę w kategorii ciężkiej. W pierwszej rundzie przez techniczny nokaut pokonał Adnana Buharalija.
24 września 2012 Tomasz Hutkowski ogłosił zakończenie sportowej kariery w związku z przewlekłymi kontuzjami łokcia oraz barku.